# Nils Liedholm
Nils Erik Liedholm (* 8. Oktober 1922 in Valdemarsvik; † 5. November 2007 in Cuccaro Monferrato) war ein schwedischer Fußball- und Bandyspieler und Fußballtrainer, der einen Großteil seiner Erfolge im italienischen Fußball mit der AC Mailand erreicht hat.

## Der Spieler

### Die Vereinskarriere
Nils Liedholm spielte als Kind und Jugendlicher zunächst bei IK Sleipner, in deren Zweitligaelf er bereits mit 14 Jahren eingesetzt wurde; das lässt sich einerseits sicher auch mit der geringen Spielstärke des schwedischen Fußballs zwischen den Weltkriegen erklären, zumal diese Sportart dort nur eine untergeordnete Rolle spielte, weist aber andererseits auch darauf hin, wie früh sich die Qualitäten dieses Stürmers entwickelt hatten. Und Liedholm war ein „Trainingsbesessener“, der stundenlang mit dem Ball trainierte und darüber hinaus wohl auch ein guter Mehrkämpfer geworden wäre: er lief gerne Kurz- wie Langstrecken und übte auch immer wieder Hochsprung, Kugelstoßen und Speerwurf, weil er überzeugt war, davon auch auf dem Fußballfeld profitieren zu können. Von 1938 bis 1946 vertrat er die Farben von Valdemarsvik IF, bevor ihn – immer noch als Amateur, denn Profifußball gab es in Schweden noch lange Jahre nicht – mit IFK Norrköping einer der größeren Klubs des Landes holte. Mit diesem Verein wurde Liedholm in den folgenden drei Jahren zweimal schwedischer Meister.

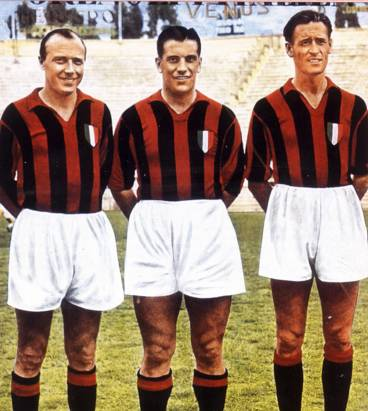
Das Gre-No-Li-Trio: Gunnar Gren, Gunnar Nordahl und Nils Liedholm im Trikot der AC Milan

Der Ruf des meist auf der halblinken Angriffsposition, später im Mittelfeld eingesetzten Spielmachers war auch wegen seiner Olympiateilnahme 1948 bis in den Süden Europas vorgedrungen, und deshalb schnürte Liedholm seine Fußballstiefel ab der Saison 1949/50 für die AC Mailand. Zwar hatte er einen außerordentlich gelungenen Einstand in der Serie A (37 Einsätze, 18 Tore), aber zu diesem Zeitpunkt war noch nicht abzusehen, dass er zwölf Jahre bei den Rossoneri bleiben würde. Hier fand auch der legendäre „Gre-No-Li-Sturm“, bestehend aus Gunnar Gren, Gunnar Nordahl und eben Liedholm, wieder zusammen, der bei der Olympiade 1948 die Goldmedaille erkämpft hatte. In den zwölf Jahren bei Milan wurde Nils Liedholm viermal italienischer Meister und viermal Vizemeister, absolvierte 359 Serie-A-Spiele und erzielte darin auch selbst 81 Tore. Auf europäischer Ebene gewann er zweimal die Coupe Latine und stand 1958 im Endspiel des Europapokals der Meister. Mit fast 39 Jahren nahm Liedholm 1961 seinen Abschied als Spieler – aber die Tifosi sollten den Schweden noch lange in den Stadien des Landes genießen können.

### Der Nationalspieler
Nils Liedholm hat nur 21 Länderspiele für die Schwedische Fußballnationalmannschaft bestritten, weil die AC Mailand ihn häufig nicht freigeben wollte. Bei der Weltmeisterschaft 1958 in seinem Heimatland allerdings war Liedholm, inzwischen fast 36-jährig, nicht nur dabei, sondern er bestritt dort fünf der sechs schwedischen Begegnungen – im letzten Vorrundenspiel gegen Wales wurde er geschont –, schoss auch zwei Tore (eines davon im Finale gegen Brasilien) und nahm Silbermedaille und Glückwünsche zur Vizeweltmeisterschaft als Mannschaftskapitän seiner Elf entgegen.
Zehn Jahre vorher hatte er sogar bereits Gold gewonnen: beim Fußballturnier der Olympischen Sommerspiele 1948 in London.

## Der Trainer
Zwölf Monate nach seinem Abschied als Spieler leitete Nils Liedholm 1963 erstmals verantwortlich das Training der Milan-Profis, und das für die nächsten drei Jahre. Von 1966 bis 1968 arbeitete er bei Hellas Verona und führte sie in die Serie A. Es folgten Engagements bei der AC Monza (1968/69), Varese FC (1969–1971; Aufstieg in die Serie A) und AC Florenz (1971–1973).
Die wirklich erfolgreichen Jahren in der neuen Funktion neben dem Spielfeld folgten erst jetzt, und sie waren gekennzeichnet durch den Wechsel zwischen nur zwei Klubs: von 1973 bis 1977 trainierte Liedholm die AS Rom, kehrte danach zur AC Mailand zurück und gewann dort 1979 auch seinen ersten Meistertitel als Trainer. Von 1979 bis 1984 profitierte wiederum die Roma von seinen Fähigkeiten, der er ebenfalls zur Meisterschaft sowie zu drei Pokaltiteln verhalf und die er 1984 bis ins Endspiel des europäischen Meisterpokals führte. Anschließend war bis 1987 erneut die AC Mailand, dann bis 1989 wieder die AS Rom sein Arbeitgeber. Dort beendete er, fast 67-jährig, seine über ein halbes Jahrhundert dauernde, höchst erfolgreiche Laufbahn im Fußballsport. 40 Jahre davon hatte der Schwede im italienischen Fußball bedeutend gewirkt, darunter 20 Jahre bei der AC Mailand und 11 Jahre bei der AS Rom. Er setzte einen Meilenstein durch die Einführung der modernen Raumdeckung, die bis dahin in Italien ungebräuchlich war.

## Leben nach der aktiven Zeit
Ganz vom Fußball lassen konnte er danach freilich nicht: 1991/92 hat er bei Hellas Verona und 1996/97 auch noch einmal bei „seiner“ AC Milan ausgeholfen. Nils Liedholm besaß ein Weingut in der Nähe der Stadt Alessandria in der piemontesischen Provinz Asti, die Azienda Agricola Villa Boemia, das er gemeinsam mit seinem Sohn betrieb.
1999 gab die schwedische Post eine Briefmarke mit Liedholms Konterfei heraus.
Nils Liedholm starb im November 2007 im Alter von 85 Jahren in Cuccaro Monferrato. Er liegt zusammen mit seiner Ehefrau Contessa Maria Lucia Gabotto di Sangiovanni (1921–2004) auf dem Cimitero monumentale in Turin begraben.

## Erfolge

### Als Spieler
- Schwedischer Meister: 1946/47, 1947/48
- Italienischer Meister: 1950/51, 1954/55, 1956/57, 1958/59
- Europapokal der Landesmeister: Finalist 1957/58
- Coupe Latine: 1951, 1956
- 21 A-Länderspiele; Vize-Weltmeister: 1958
- Olympiasieger: 1948

### Als Trainer
- Italienischer Meister: 1978/79 (mit der AC Mailand), 1982/83 (mit der AS Rom)
- Italienischer Pokalsieger: 1979/80, 1980/81, 1983/84 (mit der AS Rom)
- Europapokal der Landesmeister: Finalist 1983/84 (mit der AS Rom)